# РБК
Гру́ппа компа́ний РБК (ГК «РосБизнесКонсалтинг») — группа компаний и один из крупнейших мультимедийных холдингов России. Основана 17 июня 1993 года. Штаб-квартира РБК находится в Москве.
В настоящее время структура холдинга поделена на пять крупных сегментов: «B2C информация и сервисы», «B2B информация и сервисы», «B2B инфраструктура», «Премия РБК» и «Второстепенные активы», куда входят также портал, газета, журнал, бизнес-телеканал РБК, тематические сайты, исследования, рейтинги и премии, иные сервисы и крупный хостинговый бизнес.
По данным российской компании «Медиалогия» на 22 июля 2020 года, новостной сайт rbc.ru возглавил Топ-30 самых цитируемых в СМИ российских интернет-ресурсов в июне 2020 года, более чем вдвое опережая интернет-ресурс, занимающий второе место, а по цитируемости в социальных сетях за этот же период rbc.ru занял пятое место.
С 2017 года медиахолдингом владеет российский предприниматель, владелец группы компаний «Евросевернефть» Григорий Берёзкин.

## История

### Формирование медиахолдинга, 1992—2000
История РБК началась в 1992, по иным сведениям — в 1993 году. Forbes писал, что информационное агентство создали весной—летом 1992 года Александр Моргульчик и Герман Каплун. Первый, студент РЭУ им. Г. В. Плеханова в ходе практики в отделе валютных курсов Центрального банка увидел ленты деловых новостей Reuters и Bloomberg и предложил Каплуну, с которым был знаком, сделать подобный проект в России, где ниша источника актуальных деловых новостей не была занята. По версии газеты «Коммерсантъ», РБК основан в 1993 году по инициативе Каплуна, которого познакомил с информационной системой Reuters партнёр IT-компании, в которой тот работал. Соучредителями нового проекта стали друзья Каплуна Дмитрий Белик и Александр Моргульчик. РБК начался с 7-страничного бюллетеня с информацией о котировках акций, векселей и казначейских обязательств, который печатали на принтерах и доставляли курьером заказчикам. Подписка стоила около 100 долларов. Уже к концу 1993 года у РБК было около 400 клиентов, многие из которых приходили по «сарафанному радио». В 1994 году в РБК появился аналитический департамент, который готовил новости и собирал экспертные комментарии. Ко второй половине 1990-х годов информационное агентство выпускало уже 5 бюллетеней, а его штат вырос до 80 человек: 20 корреспондентов в Москве, 30 в регионах, ещё 30 занимались продажами.
РБК сделал ставку на интернет и первым из российских информационных агентств открыл веб-сайт, а в 1996 году запустил первую в России онлайн-систему, где в режиме реального времени транслировались ход торгов на российских биржах и котировки ценных бумаг. Огромным толчком развития РБК стал кризис 1998 года. Постоянный мониторинг экономических новостей помог компании подготовиться к потрясениям. В начале августа РБК обновило сайт, сделав его полноценным интернет-порталом, а после дефолта открыл свободный доступ к части материалов, в том числе данным о динамике валютных курсов. Шаг был рискованным, поскольку мог привести к оттоку постоянных клиентов, которые платили за бизнес-информацию, но оправдал себя: за несколько дней его аудитория выросла в 100 раз, а в октябре 1998 года rbc.ru стал самым посещаемым сайтом Рунета с суточной аудиторией в 3 млн человек. Этот успех определил стратегию РБК на годы вперёд: предоставлять бесплатный доступ к контенту и зарабатывать на рекламе.
Вскоре портфель РБК пополнился изданием о технологиях CNews, сетевым изданием Utro.ru (в 2014 году продано инвестиционной компании EDevelopment), спортивным изданием sports.rbc.ru, кадровым агентством job.rbc.ru, чатом krovatka.ru, почтовой службой hotbox.ru, онлайн-конференциями webboard.ru, сервисом информеров informer.ru, новостным сайтом top.rbc.ru, туристическим порталом turist.ru, электронным изданием об автомобилях autonews.ru, WAP-версией rbc.ru, развлекательным сайтом relax.ru, студенческим порталом 5ballov.ru и др. В 2000 году эти активы были объединены в медиахолдинг с совокупной аудиторией более 1,5 млн посетителей в месяц (под управлением «РБК Информационные системы»).

### Развитие и продажа ОНЭКСИМу, 2000—2010
К 2002 году РБК принадлежали 15 информационных и сервисных интернет-проектов. В апреле 2002 года РБК первым среди российских медиахолдингов провёл первичное публичное размещение, в ходе которого спрос превысил предложение в 5 раз, и 16 % акций компании были проданы за 13 млн долларов при общей капитализации в 83 млн. В 2003 году РБК с ростом выручки за 3 года в 705 % занял 72 место в рейтинге быстрорастущих технологических компаний 2002 European Technology Fast 500, составленном Deloitte Touche Tohmatsu. Эти средства вкладывались в развитие бизнеса. В 2003 году в сотрудничестве с CNBC и CNN РБК запустил собственный телеканал РБК-ТВ.
Популярность интернет-проектов РБК имела неожиданный эффект: к компании начали обращаться за разработкой интернет-проектов, и с ростом этого направления в структуре холдинга была создана отдельная компания «РБК Софт». В 2004 году разработка сайтов, ПО и регистрация доменов принесли холдингу 24 млн долларов выручки, телеканал — 17 млн, продажи интернет-рекламы — 20 млн (столько на рекламе на тот момент не зарабатывали ни «Яндекс», ни «Рамблер»), что вместе с доходами от проведения конференций и конкурсов «Бренд года» и «Компания года» принесло РБК 75 млн долларов выручки и 11 млн чистой прибыли (оба показателя показали кратный рост к 2003 году).
В 2006 году РБК начал выпускать ежемесячный печатный журнал и ежедневную газету и открыл дочернее информационное агентство «РБК-Украина». В 2007 у РБК появилась собственная еженедельная передача на CNBC Europe. Параллельно расширялся портфель активов, не относящихся к деловой периодике. РБК учредил издательский дом «Салон-Пресс» с линейкой глянцевых журналов, а для управления развлекательными и сервисными проектами создал подразделение «Медиа мир», в который перешли приобретённые мессенджер QIP, сайт знакомств LovePlanet.ru, сайт анекдотов Anekdot.ru и другие проекты. Продолжая экспансивное развитие, в 2007 году РБК запустил тематический поисковик по сайтам резюме и вакансий «Улов-умов», приобрёл сайт тестов и опросов Aeterna.ru и выступил издателем и дистрибьютором F2P массовой многопользовательской онлайн-игры «Воплощение»; а в 2008 — купил контрольный пакет в магазине легального цифрового контента Fidel.ru, запустил женский портал Tata.ru и детскую социальную сеть с развивающим контентом Tvidi.ru. Ещё одним заметным приобретением стала платёжная система Rupay, переименованная в RBK Money.
Если на момент IPO в 2002 году РБК оценивался в 83 млн долларов, то к середине 2000-х — уже в 442,7 млн, а в 2008 году — 1,5 млрд. Однако инвестиции в непрофильные активы, неудачные управленческие решения и игра топ-менеджмента на бирже под залог акций РБК на фоне падения рекламного рынка во время финансового кризиса, который начался в 2010 году, поставили компанию на грань банкротства. Долги холдинга перед Райффайзенбанком, Альфа-Банком, МДМ-банком, Абсолют-банком, Ситибанком, Газэнергопромбанком, «Ренессанс Капиталом», Deutsche UFG Capital Management и другими кредиторами составили 235 млн долларов при несоизмеримо меньшем объёме оборотных средств. Стороны не могли договориться: кредиторы не соглашались на предложенный акционерами РБК формат отсрочки и настаивали на выкупе акций по оценке в 3 раза меньшей, чем та, которой придерживались акционеры. Чтобы разрешить ситуацию обе стороны искали покупателя на активы РБК, которым в итоге стала группа ОНЭКСИМ бизнесмена Михаила Прохорова. ОНЭКСИМ купил 51 % РБК за 80 млн долларов и договорился о реструктуризации долгов (но до продажи целиком не погасил).
Весной 2012 года основатели компании Артемий Инютин, Герман Каплун, Александр Моргульчик и Дмитрий Белик покинули РБК.

## Современность

### Перезапуск РБК, 2012—2016
Прохоров рассматривал разные варианты развития РБК, в том числе объединение с журналом «Сноб» и медиагруппой «Живи!», создание совместного холдинга с группой SUP Media Александра Мамута, слияние с телеканалом «Дождь». В конце 2012 года он познакомился с основателем холдинга Independent Media (издатель газеты «Ведомости») Дерком Сауэром и пригласил его возглавить совет директоров РБК. От лица РБК Сауэр в 2013 году провёл переговоры с Axel Springer SE о покупке российского Forbes, но стороны разошлись в оценке активов. Тогда Сауэр переманил в РБК ключевых сотрудников издания: главного редактора Елизавету Осетинскую и её команду (в том числе Романа Баданина). Также он добился назначения генеральным директором РБК Николая Молибога, который ранее возглавлял «Афишу-Рамблер». Новое руководство выбрало приоритетом создание качественного издания о бизнесе, и новое руководство редакции не экономило на найме журналистов из крупнейших деловых СМИ страны (так в РБК перешёл заместитель главного редактора «Ведомостей» Максим Солюс). Большие расходы на редакцию удалось компенсировать за счёт сокращения общей численности персонала с 2000 до 1100 сотрудников и продажи непрофильных активов. Были проданы «Салон-Пресс», приобретённый в 2010 году туристический сервис iGlobe, доля в Mango Telecom, файлообменник 4shared.ru, Anekdot.ru, Utro.ru, Smotri.ru, Readme.ru, портал Qip.ru, созданный для монетизации одноимённого мессенджера, и включённые в него сайты-сателлиты (в том числе, ранее приобретённые РБК развлекательные ресурсы), RBK Money и др.
В качестве шеф-редактора РБК Осетинская сформировала объединённую редакцию, которая готовила материалы для сайта, журнала, газеты и телеканала. В 2014 году они были концептуально и визуально объединены под единым брендом «РБК 360». Упор на качественную журналистику вывел РБК на верхние позиции по цитируемости (Медиалогия, 2014 год) и в топ по аудитории в сегменте ежедневных деловых изданий (ТNS Россия, 2015 год). К 2016 году аудитория сайта РБК, по оценке Liveinternet, превысила 20 млн уникальных посетителей в месяц, что сделало его крупнейшим независимым изданием в стране. Несмотря на качественные материалы, новая команда РБК не смогла выправить экономику медийных активов холдинга, и почти половину доходов РБК приносил бизнес по регистрации доменных имён и хостинга.
Большой авторитет РБК в тот период принесли расследования, касающиеся деятельности крупнейших компаний, высших чиновников и их родственников. В их числе публикации о проекте развития МГУ, после которого началось широкое обсуждение родства Владимира Путина и Екатерины Тихоновой; о бизнес-активах предполагаемого мужа Тихоновой Кирилла Шамалова; о бизнесе РПЦ и её отношениях с государством и крупными компаниями; о бенефициарах уличной торговли в Москве и её связях с ОПГ в контексте реформы, инициированной мэрией Сергея Собянина; об участии регулярных российских военных в вооружённом конфликте на востоке Украины; о расходах бюджета на военную операцию в Сирии; о компаниях, которые регулярно выигрывают конкурсы на ремонт дорог и благоустройство в Москве; об источниках финансирования Общероссийского народного фронта; об истории создания НИУ ВШЭ и её отношениях с властями.
С 2015 года РБК ежегодно составляет рейтинг крупнейших российских компаний РБК 500. В 2016 году в рамках Всероссийского конкурса журналистики Российский союз промышленников и предпринимателей назвал РБК 500 лучшим проектом года в области деловой журналистики.

### Смена руководства редакции, 2016
В апреле 2016 года руководство РБК объявило об академическом отпуске Елизаветы Осетинской в связи с обучением в Стэнфордском университете. Анонимный источник Reuters тогда предположил, что это может быть связано с давлением властей. Вскоре после этого правоохранительные органы провели серию обысков в офисах компаний Прохорова, формально связанные с расследованием дела банка «Таврический», который санировали структуры ОНЭКСИМа. Однако анонимные источники «Медузы» и «Ведомостей» связали их с редакционной политикой РБК и личной обидой Владимира Путина на расследования, которые затрагивали членов его семьи, и освещение публикации «Панамского архива». Спустя месяц появилась информация о возможном уголовном деле в отношении Молибога. При этом власти отрицали политический подтекст событий.
12 мая Молибог объявил, что по соглашению сторон РБК покидают Осетинская (шеф-редактор), Роман Баданин (главный редактор ИА РБК) и Максим Солюс (главный редактор газеты РБК). По словам Молибога, увольнение было его решением, обусловленным разногласиями по важным вопросам. Уход Осетинской, Баданина и Солюса стал неожиданностью, однако сотрудники редакции соглашались, что решение он принял под сильнейшим давлением. Произошедшее вызвало резонанс в журналистском сообществе. Колумнисты Леонид Бершидский (Bloomberg), Андрей Перцев («Медуза») и Кирилл Мартынов («Новая Газета») охарактеризовали увольнение редакционных руководителей как разгром влиятельного независимого СМИ, которое не боялось освещать резонансные темы. Источники «Ведомостей» в властных структурах объясняли, что руководство страны было недовольно политизацией издания (в особенности, при освещении «Панамского архива») и недоговороспособностью РБК: когда основные претензии удалось сгладить путём переговоров, на сайте вышел текст о строительстве устричной фермы напротив предполагаемого «дворца Путина».

### Новая редакция и продажа Григорию Берёзкину, 2016—2017
Вслед за уволенным руководством редакции РБК покинули около 20 человек, в том числе 8 из 10 заместителей главного редактора, 4 из 12 руководителей отделов, один из 4 спецкоров. Некоторые отделы (финансы, телеком и медиа, газета) лишились почти всех сотрудников, другие (политика, индустрия и энергоресурсы, служба интернет-выпуска) не потеряли ни одного человека. Комментируя происходящее в РБК, шеф-редактор Regnum Алексей Яковлев отметил, что уход журналистов РБК вслед за главредом не был чем-то из ряда вон выходящим, и являлся типичной ситуацией для сферы медиа. В начале июля новыми соруководителями редакции были назначены Елизавета Голикова и Игорь Тросников, ранее работавшие в ТАСС и «Коммерсанте». В ходе встречи с коллективом РБК они проиллюстрировали совмещение высоких редакционных стандартов с необходимостью избегать прямой конфронтации с руководством страны метафорой «двойной сплошной» дорожной разметкой, расположение которой никому не известно, но её пересечение несёт огромные риски для РБК. Несмотря на общее согласие провести встречу не под запись, один из журналистов передал аудиозапись «Медузе», которая опубликовала расшифровку, скрыв имена журналистов, но указав имена новых руководителей редакции. Это спровоцировало в журналистской среде дискуссию о профессиональной этике: одни посчитали разглашение «внутренней кухни» недопустимым и осудили действия журналиста и редакции «Медузы»; другие — что случившееся в РБК имеет общественную значимость.
В общении с Русской службой BBC сотрудники РБК отмечали, что после смены редакционного руководства редполитика осталась прежней, ограничений на публикации не появилось, но была введена практика обсуждения чувствительных тем до публикации, чтобы оценить риски и подготовиться к реакции властей. Из-за ухода части сотрудников отдела расследований число расследований, которые выпускал РБК, сократилось. Также в издании в 2016—2017 годах не выходило собственных материалов о семье президента. Тем не менее, РБК продолжил освещать политические темы. РБК активно освещал антикоррупционные протесты в 2017 году, и в этот период аудитория сайта rbc.ru (на март 2017 года) достигла 26,5 млн человек, почти сравнявшись с аудиторией государственного РИА «Новости» (27,4 млн).
В 2016 году выручка холдинга РБК выросла на 10 % до 5,58 млрд рублей, EBITDA — в два раза до 875 млн рублей, что в холдинге назвали рекордным результатом за 10 лет. Основная часть выручки пришлась на сегмент медиа, работающих по рекламной модели. В 2017 году показатели продолжили рост: выручка увеличилась на 6 % до 5,9 млрд рублей, прибыль до вычета налогов и процентов по заёмным кредитам — на 20 % до 1 млрд.
С 2015 года Прохоров искал потенциального покупателя для РБК. «Медуза» писала, что активом интересовался Григорий Берёзкин, который незадолго до этого не смог приобрести издательский дом Axel Springer, выпускавший Forbes. Тогда стороны не смогли договориться об урегулировании вопроса долгов холдинга, которые Прохоров взял на себя при покупке РБК. В дальнейшем Прохоров и Берёзкин возвращались к переговорам весной-летом 2016, а затем в 2017 году. В апреле 2017 года они достигли принципиального соглашения о продаже РБК, 26 мая сделка была одобрена ФАС, 16 июля в пресс-релизе было объявлено о закрытии сделки. Берёзкин приобрёл 65,4 % голосующих акций РБК и 80,5 % уставного капитала «РБК-Онлайн», которому принадлежали медийные активы РБК. Сумма и условия сделки не разглашались. Позднее в интервью «Ведомостям» Берёзкин сообщил, что не собирается менять команду холдинга или влиять на редакционную политику РБК.

### Современный РБК, 2017 — н. в.
С 2018 года РБК много экспериментировал с форматами и моделью доступа к контенту. Весной 2018 года был запущен экспериментальный проект «РБК Отрасли» с подпиской на экспертные материалы. На конец года в нём зарегистрировались более 200 тысяч пользователей, что убедило компанию в перспективах подписной модели. Тогда же было объявлено о запуске на базе «РБК Отраслей» нового проекта — «РБК Pro», который позиционирует себя как информационный сервис для предпринимателей и топ-менеджеров. Сервис публикует редакционные и переводные статьи, дайджесты СМИ, материалы консалтинговых фирм, исследования и различный видео-контент: вебинары, трансляции, подборки выступлений с отраслевых конференций и т. д. С декабря 2019 года подписка на Pro стала платной. По данным компании, в апреле 2020 года число регистраций РБК Pro превысило 300 тыс.
В 2019 году холдинг запустил проект «РБК Тренды», описывающие глобальные тенденции в бизнесе, экономике и обществе. Каждый выпуск посвящён одному тренду: зелёная экономика, инновации, индустрия 4.0, футурология, экономика шеринга, общество, образование и другие. В рамках проекта «РБК Тренды» выходит серия подкастов: «Что изменилось?» о трендах в экономике, технологиях и обществе, «„Зелёный подкаст“ об экологии» и подкаст «Меня сократили», посвящённый вопросам освоения профессий и поиску работы.
Также в декабре 2018 года РБК вместе со Сбербанком начал выпускать короткие материалы о финансовых инструментах и новостях экономики с рекомендациями для читателей в формате «сториз», доступных в приложении «Сбербанк-Онлайн» и на сайте РБК. В 2020 году РБК начал использовать два новых способа подачи контента. В инстаграме было запущено аналитическое шоу «ЧЭЗ.Next» (название является отсылкой к передаче «Что это значит» на телеканале РБК) с полноценными видеосюжетами, включениями корреспондентов и экспертными комментариями.
В 2018 году РБК перезапустил печатную газету с новым дизайном, разработанным Святославом и Анастасией Вишняковыми (авторами обложки «Я/Мы Иван Голунов»). В рамках редизайна были переосмыслены сетка, форматы материалов и их подача. Газета была разделена на два отличных тематически и графически блока — новости и анализ событий, материалы «РБК Pro». В новом дизайне газета РБК также стала выходить с «плакатными» обложками, построенными на типографике (традиционные обложки с фотографиями также сохранились).
В августе 2019 года объединённую редакцию РБК возглавил Пётр Канаев, который ранее работал главным редактором Rambler News Service, а после перехода в РБК был первым заместителем соруководителей объединённой редакции. Игорь Тросников занял пост заместителя генерального директора РБК, а Елизавета Голикова перешла на работу в банк ВТБ. В августе 2020 года РБК объявил о переводе большей части сотрудников на гибкий формат работы из дома с посещением офиса по необходимости для встреч, совещаний и мозговых штурмов. Основанием послужил положительный опыт удалённой работы, полученный во время эпидемии коронавируса.
В 2016—2019 годах, при новой редакции, EBITDA медийных активов РБК показывала последовательный рост на 7—8 % в год (за исключением 2018 года). По данным «Медиалогии», на июнь 2020 года сайт rbc.ru имел самый высокий показатель цитируемости в СМИ среди всех интернет-ресурсов, более чем вдвое опережая второе место. По цитируемости в социальных сетях rbc.ru занял пятое место.
В 2020 году аудитория РБК достигла рекордных значений. Самым посещаемым месяцем стал апрель, когда аудитория интернет-проектов РБК выросла на 124 % по сравнению с аналогичным периодом 2019 года и, по данным компании, составила 79,2 млн человек.
23 августа 2022 года из-за положения медиарынка в холдинге было уволено 50 человек. Meduza сообщала о сокращении десятков журналистов и сокращении зарплаты, несколько сотрудников отдела «Политика и общество» уволились по собственному желанию.
После введённых из-за вторжения на Украину санкций Берёзкин лишился паспорта Кипра, а не менее шести его шале в Куршевеле и недвижимость в Италии были арестованы. С лета 2022 года оспаривал санкции ЕС в суде, после подачи иска в суд в мировых СМИ появились обеляющие Березкина статьи, в которых лояльный российской власти холдинг РБК представляется «одним из последних независимых СМИ в России», «объективно и непредвзято освещающим войну». Синхронное появление колонок, содержащих одинаковые формулировки в разных СМИ, говорит о возможном заказном характере публикаций. В сентябре 2023 г. Евросоюз снял санкции с Берёзкина.
В январе 2025 г. медиахолдинг купил московское Карнавал, пополнив уже сформированный список купленных радиостанций в Воронеже, Нижнем Новгороде, Санкт-Петербурге и Тюмени.

## Резонансные события
- Весной 2015 года «Анонимный интернационал» выложил в открытый доступ массив электронной переписки чиновников администрации президента. Среди писем была обнаружена переписка сотрудника АП Тимура Прокопенко с генеральным директором РБК Николаем Молибогом и журналистом Михаилом Рубиным. Молибог подтвердил, что общался с государством, чтобы объяснить суть масштабных изменений в РБК, но отметил, что АП никак не влияет на публикации. Из переписки Рубина и Прокопенко следовало, что в ряде случаев журналист позволял управленцу вмешиваться в свои материалы. После публикации этой переписки шеф-редактор РБК пообещала, что издание проведёт внутреннее расследование на предмет нарушения Рубиным редакционных правил и примет соответствующие меры[24][98].
- В 2016 году «Роснефть» подала иск против РБК, журналистов Тимофея Дзядко, Людмилы Подобедовой, Максима Товкайло и ведущего РБК-ТВ Константина Бочкарёва[99]. Госкорпорации не понравилась апрельская публикация «Сечин попросил правительство защитить „Роснефть“ от BP», где со ссылкой на источники в правительстве сообщалось, что Игорь Сечин опасался увеличения доли BP в «Роснефти» и просил ограничить круг возможных приобретателей акций в ходе приватизации (фактически, действуя против интересов акционеров). Сперва «Роснефть» потребовала опровержения, а затем дополнительно предъявила материальные претензии в размере 3 млрд рублей — представитель госкомпании в ходе судебного заседания не скрывал, что сумма компенсации обусловлена желанием «наказать» РБК. Суд первой инстанции 12 декабря 2016 года постановил, что журналисты РБК не смогли доказать достоверность опубликованной информации и обязал медиахолдинг опубликовать опровержение, но сумму компенсации сократил до 390 тысяч рублей[100]. «Роснефть» оспорила решение, сочтя сумму компенсации «смехотворной», РБК также подал апелляцию, потребовав отклонить иск в полном объёме. Апелляционный суд 1 марта 2018 года отменил решение о присуждении компенсации, но оставил в силе требование опровергнуть информацию в рамках эфира РБК-ТВ[101]. В июне 2017 года РБК и «Роснефть» заключили мировое соглашение[102].
- В марте 2018 года руководство РБК отозвало из Государственной думы всех журналистов, занимающихся материалами для сайта, журнала, газеты и телеканала в знак несогласия с решением думской комиссии по этике, которая не нашла доказательств сексуальных домогательств к журналисткам со стороны главы думского комитета по международным делам Леонида Слуцкого[103].
- В июне 2019 года РБК, «Коммерсантъ» и «Ведомости» впервые в своей истории вышли с первой полосой в единой стилистике — надписью «Я/Мы Иван Голунов». Дизайн был разработан Святом и Анастасией Вишняковыми по инициативе РБК[104]. Также редакции выпустили совместное заявление в поддержку арестованного журналиста издания Meduza Ивана Голунова[105]. Эта фраза стала главным символом кампании против преследования Голунова, а после освобождения журналиста её вариации начали использоваться как универсальный символ солидарности в борьбе с несправедливостью (а также стала основой для множества интернет-мемов)[106].
- В марте 2020 года «Роснефть» подала очередной против РБК иск о возмещении ущерба на сумму в 43 млрд рублей из-за статьи «Рязанский ЧОП получил долю в бывшем венесуэльском проекте „Роснефти“», посвящённой передаче «Росзарубежнефть» через технического посредника в лице частного охранного предприятия «РН-Охрана-Рязань». «Роснефть» сочла, что в РБК намеренно исказили суть сделки, создав впечатление о её мнимом характере, а также связала последующую волну перепечаток другими СМИ со снижением капитализации «Роснефти»[102][107]. По итогам переговоров в июле редакция РБК публично выразила сожаление в связи с тем, что заголовок статьи мог вызвать некорректные интерпретации, а «Роснефть» отозвала свои претензии к холдингу[108].
- 21 октября 2021 года глава фан-клуба футбольного клуба «Спартак» Валентин Коршунов после матча Лиги Европы избил журналиста РБК Александра Щеголева. После происшествия Коршунов был задержан. Следственный комитет возбудил против Коршунова уголовное дело по статье 144 Уголовного кодекса Российской Федерации («Воспрепятствование законной деятельности журналиста»)

## Структура холдинга
В 2015 году в холдинге РБК ввели новую структуру бизнеса, которая разделила активы на 5 сегментов, такая структура просуществовала почти до конца 2020 года:
- «B2C информация и сервисы» (проекты, работающие по рекламной модели: портал, газета, журнал, РБК-ТВ, тематические сайты «РБК Недвижимость», Autonews, «РБК Стиль», «РБК Спорт», «РБК Quote», «РБК Тренды»),
- «B2B информация и сервисы» (проекты с платным доступом к контенту: «РБК Исследования», «РБК Конференции», информационный сервис «РБК Pro», Public.ru, рейтинговое агентство «Национальные кредитные рейтинги»),
- «B2B инфраструктура» (хостинговый бизнес и регистрация доменных имён),
- «Вдохновение от РБК» (Премия РБК),
- «Второстепенные проекты» (сайт знакомств LovePlanet.ru)[110].

В настоящий момент есть только три сегмента:
- «Медиа / информация и сервисы»
- «Digital-инфраструктура»
- «Второстепенные активы»

### Медийные проекты
В сегменте представлены медийные проекты РБК, работающие по рекламной модели: сайты rbc.ru (главная страница и новости) и pro.rbc.ru (ограниченный функционал без регистрации; первые 30 дней бесплатно), газета РБК (ранее — РБК Daily), журнал РБК, телеканал РБК, тематические проекты «РБК Недвижимость» (издание о рынке недвижимости), «РБК Спорт» (спортивное издание), Autonews (издание об автомобилях), «РБК Стиль» (лайфстайл-издание), «РБК Инвестиции» (издание о финансах и сервис для инвесторов), «РБК Тренды» (издание о трендах в экономике, бизнесе, технологиях и обществе).
Сервис «РБК Недвижимость», который исторически включал в себя доску объявление о продаже недвижимости. В 2016 году в рамках перезапуска проекта собственная база объектов проекта была перенесена на платформу «Яндекс. Недвижимости», а та, в свою очередь — интегрирована в тематическую площадку РБК.
В 2019 году «РБК Quote» («РБК Инвестиции») был перезапущен в партнёрстве с банком ВТБ в формате медиа о финансах и платформы для инвестиций в ценные бумаги. В рамках Autonews с 2019 года действует сервис подбора автосервисов.

### Услуги и сервисы
Помимо медийного контента тематические проекты РБК включают дополнительные инструменты и сервисы. Сюда входят также проекты, ориентированные на корпоративных клиентов и работающие по модели платного доступа. В числе активов «РБК Исследования рынков» (готовые исследования отраслей экономики, подготовленные специалистами РБК и компаний-партнёров), «РБК Конференции» (организация и медийная поддержка мероприятий). Приобретённая в 2014 году онлайн-база российских СМИ Public.ru (мониторинг, аналитика и исследования по материалам СМИ) и информационно-аналитическая площадка «РБК Pro».
В 2019 году РБК учредил собственное кредитное рейтинговое агентство «Национальные кредитные рейтинги» (НКР), которое возглавил бывший директор Аналитического кредитного агентства (АКРА) Кирилл Лукашук. В сентябре НКР получило аккредитацию Центробанка и стало одним из 4 российских рейтинговых агентств, уполномоченных официально присваивать кредитные рейтинги.
В июле 2020 года РБК приобрёл 25 % в компании «Технологии скоринга», которая разрабатывает сервис проверки контрагентов Rescore. Сервис использует искусственный интеллект для глубокой проверки контрагентов и оценки рисков (например, вероятности банкротства).

### Региональные версии
С 2012 года РБК запускает региональные версии rbc.ru. Первой была собственная региональная версия, заработавшая в Санкт-Петербурге в 2012 году, в дальнейшем региональные сайты РБК запускались по франшизе. На 2020 год работали следующие региональные версии РБК: «РБК Санкт-Петербург и область», «РБК-Екатеринбург», «РБК-Новосибирск», «РБК-Башкортостан», «РБК-Вологодская область», «РБК-Калининград», «РБК-Краснодарский край», «РБК-Нижний Новгород», «РБК-Пермский край», «РБК-Ростов-на-Дону», «РБК-Татарстан», «РБК-Тюмень», «РБК-Черноземье», «РБК-Кавказ». Держатели франшизы РБК, главным образом — региональные медиакомпании, предприниматели с опытом запуска интернет-проектов и традиционных медиа, управления рекламными агентствами, бывшие редактора СМИ.
Региональные версии портала РБК имеют домен второго уровня, на который посредством геолокации перенаправляется часть посетителей основного сайта. Держатели франшизы РБК используют федеральную ленту информагентства и публикуют локальный контент, подготовленный в соответствии с догмой РБК (профессиональным и этическим принципам издания). За соблюдением стандартов следит отдельная редакция региональных лент РБК, расположенная в Санкт-Петербурге. Поскольку информационный фон в регионах отличается, локальные версии РБК имеют некоторые отличия. Так «РБК-Калининград» более сфокусирован на теме бизнеса, «РБК-Уфа» выпускает больше интервью и больших форматов аналитики, в контенте «РБК-Татарстан» больше материалов про нефтехимию и нефтепереработку, банковский сектор.
Держатели франшизы РБК зарабатывают на продаже рекламы, размещение которой администрирует московский офис холдинга. В рамках контракта франчайзи выплачивают федеральному РБК роялти, сумма которого зависит от рекламной ёмкости региона. На 2017 год сумма роялти достигала от трети до половины расходов франчайзи.

### Премия РБК
Холдинг вручает «Премию РБК» с 2014 года. Ранее это было сразу 5 премий: «Народная марка № 1», «Компания года», «Персона года», «Финансовый олимп» и «Бренд года/Effie». Права на первые четыре холдинг продал своим бывшим акционерам Герману Каплуну и Александру Моргульчику в сентябре 2014 года, последняя стала независимой от РБК в 2016 году. Единая «Премия РБК» была впервые вручена в декабре 2014 года, региональная «Премия РБК Петербург» — в 2015. Премия вручается в трёх категориях: «Люди», «Компании» и «Общество».

### Digital-инфраструктура
К инфраструктурным проектам относится бизнес РБК, связанный с хостингом и регистрацией доменных имён. РБК — крупнейший участник российского рынка хостинговых услуг и услуг по регистрации доменов. Его дочерний холдинг Hosting Community был образован в 2007 году, когда компания консолидировала приобретённые ею «Хостинг-Центр», SpaceWeb, PeterHost, «Гарант-Парк-Телеком» (в том числе первого российского независимого регистратора доменных имён R01) и «Центрохост». Группа компаний стала крупнейшим участником российского рынка хостинга с долей 20 % и вторым по величине регистратором доменных имён после Ru-Center. В 2011 году РБК почти за 0,9 млрд рублей приобрёл Ru-Center, за счёт чего Hosting Community стал крупнейшей в Восточной Европе компанией в обеих областях. После приобретения хостера и регистратора «Регги Бизнес» в 2013 году на Hosting Community приходилось 48,6 % доменов в зоне .ru, 54,6 % в зоне .рф, 64,09 % в зоне .su, а доля на российском рынке хостинга достигла 27,4 %. В начале 2014 года Hosting Community сменило название на Ru-Center Group как более узнаваемое на рынке b2c.
В сентябре 2021 года группа РБК продала 100 % акций компании ООО «Ру-Центр Групп», владеющей хостинг-провайдером и регистратором доменных имён Ru-Center, компании ООО «Ру-Веб. Инвестиции», объединяющей частных инвесторов во главе с Proxima Capital Group, основанной экс-зампредом Альфа-Банка Владимиром Татарчуком. По итогам сделки РБК получил 25 % в компании «Ру-Веб. Инвестиции»

### Второстепенные активы
К сегменту «Второстепенные активы» относятся проекты, не связанные с основным бизнесом холдинга, но развивающиеся при его поддержке. На 2019 год основным проектом этого направления была служба интернет-знакомств LovePlanet.ru. РБК приобрёл сервис в период роста в 2007 году. В 2013 году РБК рассматривал возможность продажи LovePlanet.ru как непрофильного в рамках новой стратегии актива. Однако, в отличие от других развлекательных проектов, которые служили для привлечения трафика в бизнес-издания, LovePlanet.ru был прибыльным, и в 2014 году руководство РБК отказалось от идеи продать сервис. Ранее в этот же сегмент входило издание о технологиях Cnews, РБК в 2018 году продал медиа его редактору Максиму Казаку и генеральному директору Эдуарду Эрколе.

## Награды
- РБК неоднократно становился лауреатом Премии Рунета. В 2004 году РБК получил награду в номинации «СМИ Рунета» за «вклад в развитие российского сегмента сети Интернет»[137]. В 2005 году РБК и входившее в структуру холдинга издание о технологиях Cnews стали лауреатами Премии Рунета в номинации «Технологии и инновации», а в 2007 — в номинации "Экономика и бизнес[138][139].
- В 2019 году телеканал РБК получил специальный приз «ТЭФИ-Капитал» за телевизионные работы на тему экономики и бизнеса[140].
- Журналисты и редакционные материалы РБК также были неоднократно отмечены профессиональными наградами. Так, в сентябре 2008 статья «Пустые штаты: сколько в России компаний без сотрудников», над которой работали Дада Линделл, Антон Фейнберг, Юлия Лымарь и Екатерина Копалкина, победила в организованном Министерством финансов России конкурсе BudgetApps в номинакции «Лучший медиаматериал, созданный с использованием открытых государственных финансовых данных»[141]. Денис Пузырёв с материалом «Время — деньги: как работал подпольный бизнес по продаже дорогих часов» (2016), Илья Рожественский и Михаил Рубин со статьёй «Пробуждение силы: кто стоит за громкими спецоперациями ФСБ» (2016), Полина Русяева и Андрей Захаров с публикациями «В недрах „фабрики троллей“ вырос крупнейший в России медиахолдинг» и «Расследование РБК: как „фабрика троллей“ поработала на выборах в США» (2017) становились лауреатами профессиональной премии «Редколлегия»[142].
- В 2019 году генеральный директор РБК Николай Молибог занял первое место среди высших руководителей в сфере медиабизнеса в составленном ИД «Коммерсантъ» и «Ассоциацией менеджеров России» рейтинге 1000 лучших менеджеров России. Также в разные годы в рейтинге были отмечены руководитель телеканала РБК Илья Доронов, Людмила Гурей (2 место в рейтинге коммерческих директоров в медиабизнесе), Игорь Селиванов (2 место в рейтинге финансовых директоров в медиабизнесе), директор по юридическим вопросам Тимофей Щербаков[143][144][145].
- В 2018 году РБК возглавил российский рейтинг интеллектуальных компаний, составленный международным консалтинговым агентством Baker Tilly на основе оценки доли интеллектуального капитала в совокупных активах компании. РБК с показателем 81 % опередил «Яндекс» (62 %), Mail.Ru Group (46 %) и другие технологические и традиционные компании[146].

## Критика
В 2006 году газета «Ведомости» выиграла у РБК судебный спор о перепечатке более чем 100 материалов газеты. Бывшие сотрудники изданий РБК в 2005 году сообщали Forbes.ru, что журналистов-интервьюеров обязывали предлагать собеседникам размещение рекламы в РБК и покупку разработок «РБК-Софт», что создавало конфликт интересов. Российский SmartMoney писал о большом количестве коммерческих материалов без пометки «на правах рекламы». Сетевое издание Meduza сначала цитировало менеджера, который говорил о существовании в РБК начала 2000-х «блока» на негативные публикации, но после отмечала, что после продажи медиахолдинга Прохорову и изменений в менеджменте и руководстве редакции РБК отказался от подобных практик и заработал репутацию качественного делового издания.
В 2022 году главный редактор издания «Агентство» Роман Баданин оценивал РБК как эрзац-СМИ, умышленно выбравшее для себя безопасную повестку, зачастую вымышленную, пишущее о бизнесе в вакууме, городской среде, перепечатывающее новости из российских государственных информагентств и игнорирующее неудобные и опасные для власти расследования и публикации.
В ходе вторжения России на Украину 2022 года издание причислялось к белому списку Яндекса (формально независимые и нейтральные, но подчиняющиеся требованиям военной цензуры и негласно взаимодействующие с властями). На примере доклада Amnesty International издание указывало, как РБК сфокусировалась только на обвинениях Украины и ее вооруженных сил в нарушении международных норм гуманитарного права, игнорируя обвинения в адрес РФ. Так, издание в сообщении об ударах в Бахмуте не указала совершившую её сторону и число жертв.